# Katrien Delavier
Catherine Delavier est une harpiste française née à Roubaix le 24 janvier 1961. Son prénom flamandisé Katrien est la marque de son appartenance ou de son attachement à la Flandre, ou plus précisément à la culture flamande. 
Katrien Delavier est décédée d'un cancer le 21 septembre 1998 à Tourcoing. Un hommage lui a été rendu dans le cadre des Rencontres internationales de harpe celtique de Dinan (Bretagne), le 10 juillet 1999, ainsi qu'aux Bordées dunkerquoises, dans sa ville de résidence, en septembre 1999.
Elle fut harpiste classique durant sa formation, mais s'orienta très rapidement vers la harpe celtique à cordes en nylon, bronze. Durant des années, elle joua en duo avec Gérald Ryckeboer, ainsi qu'avec Jacques Yvart et de nombreux autres musiciens (comme John Wright, Violaine Mayor, Kristen Noguès ou encore Jean-Michel Veillon ou Michel Sikiotakis).

## Formation
À son tour, elle enseigne, que ce soit par le biais de stages (dont celui du Festival de Cornouaille ou du Festival International de Harpe Celtique de Dinan) ou de cours.
Elle a enseigné la harpe au sein des écoles de musique de Halluin, Calais, ou en cours particuliers.

## Travail sur la harpe
Son travail fut principalement axé sur la harpe en métal et plus précisément à cordes de bronze, pour lesquelles elle travailla avec le luthier suisse Claude Bioley. Issu de son travail de recherche sur les harpes anciennes, la collaboration avec ce luthier lui permit de reconstruire un instrument équilibré, capable de supporter les tirants élevés dus aux cordes métalliques et non boyau ou nylon comme avec une harpe celtique classique. Plusieurs essais ont été faits dans la lignée de ces travaux, avec table ou cordes en carbone, changement la forme globale, etc.
De son côté, elle jouait avec les ongles, comme les guitaristes de finger-picking. Plus dynamique, ce jeu permettait d'accentuer encore l'attaque des cordes et les harmoniques aigües.
Avec Gérald Ryckeboer, elle travaille sur l'interprétation de la musique classique écossaise, et notamment les similarités entre les ornementations utilisées dans le chant et dans la musique de cornemuse écossaise, qu'elle reproduit à la harpe. Ainsi, elle transpose toutes les ornementations du Piobaireachd sur la harpe (avec un jeu rapide et très sec), tout comme elle a pu l'entendre du chant (cantaireachd). Elle établit ainsi une analogie d'interprétation, pour un même morceau, sur trois instruments différents (harpe, chant, Great Highland Bagpipe).
Avec John Wright, elle fera ce même travail d'interprétation entre le jeu au Uillean pipe et la harpe pour la musique irlandaise ancienne. Ainsi, elle rapprochera le jeu de basses de la harpe des bourdons de la cornemuse irlandaise, allant même jusqu'à copier le jeu aux régulateurs.
Ses harpes étaient accordées en tempérament non égal, notamment par l'établissement d'une quinte juste, particulièrement adapté à la nature modale du répertoire ancien écossais ou irlandais, lui permettant d'accentuer la richesse harmonique des cordes métalliques.

## Récompenses
- Elle obtint en 1982 les premiers prix du Kan ar Bobl (Lorient) et du concours international de harpe celtique de Killarney (Irlande).
- Choc de la musique, pour le disque Harpes d'Irlande - Fishing in the rain, par Le Monde de la musique[n 2]
- fff pour le disque La harpe irlandaise, par Télérama

## Discographie
- Katrien Delavier La Harpe Irlandaise, 1992 (PS 65095)[5],[n 1]
- Katrien Delavier Harpes d’Irlande, 1995 (PS 65143)[6],[7],
- Hempson Musique Ancienne Irlandaise, 1996 (B 6794)
- Blootland « Chants des Marins de Flandre », 1988 et 1991 (PL 93011)
- Participation aux disques de Jacques Yvart : L’Échelle Beaufort (1985), Autour de l’océan (1987), Jacques Yvart chante André Devynck (1994), Jacques Yvart de concert avec Katrien Delavier (1999).